# Hermandad de la Esperanza Macarena (Guadalajara)

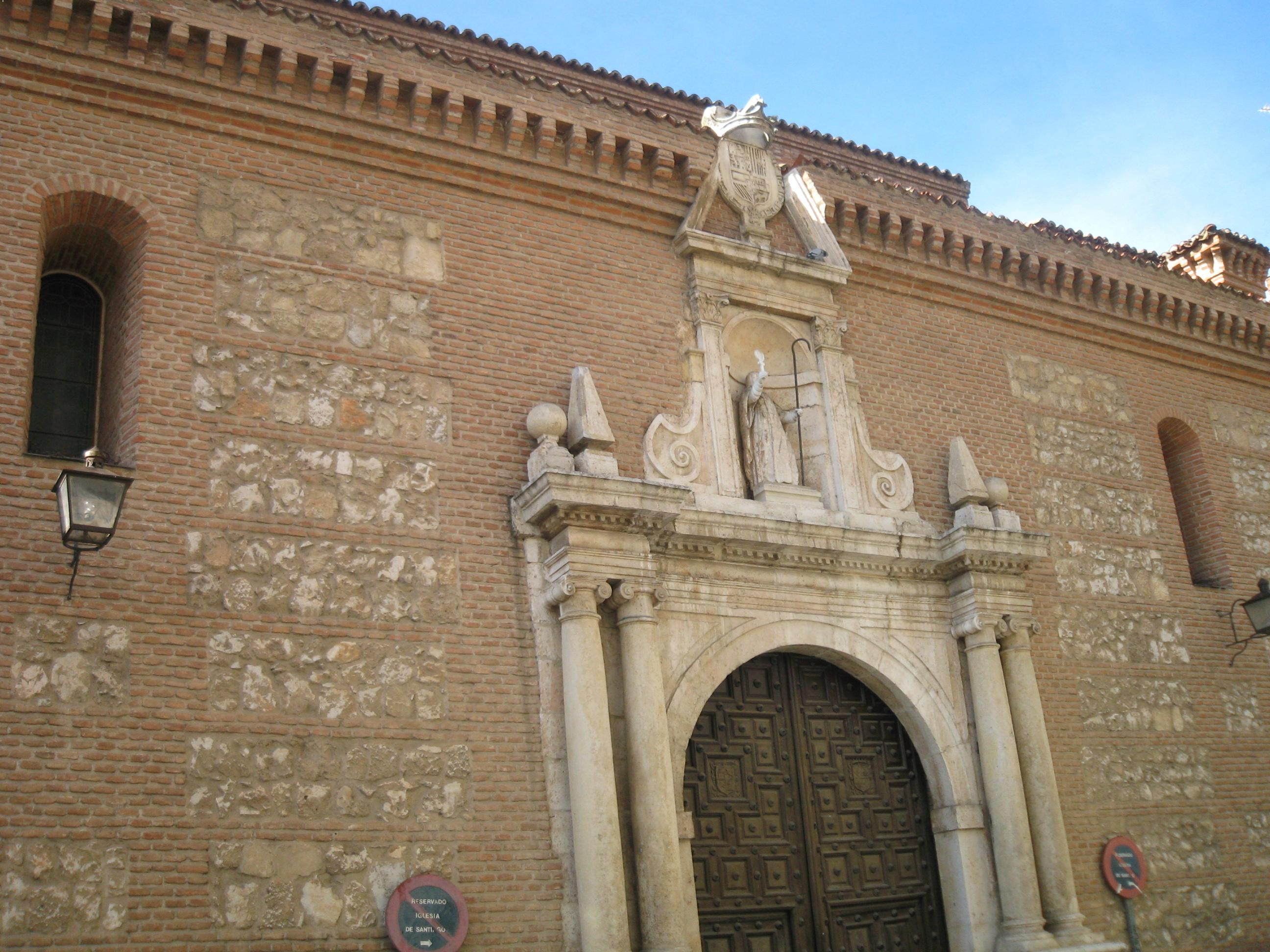
Iglesia de Santiago el Mayor, sede de la hermandad.

La Ilustre y Fervorosa Hermandad y Cofradía de Nazarenos de Nuestro Padre Jesús de la Salud y María Santísima de la Esperanza Macarena, conocida popularmente como la Hermandad de la Esperanza Macarena, es una hermandad de culto católico instaurada en la ciudad de Guadalajara (España). Tiene su sede en la iglesia de Santiago el Mayor, donde se venera una imagen con advocación de María Santísima de la Esperanza Macarena, que radica en la Basílica de La Macarena de la ciudad de Sevilla.

## Historia
Fue fundada en 1950 por el sevillano Andrés Luna Enríquez, entonces presidente del Colegio de Agentes Comerciales de Guadalajara, que tiene como patrona a Nuestra Señora de la Esperanza; se le dio la advocación de la Macarena por ser el barrio de origen de su fundador. Realiza su estación de penitencia el Miércoles Santo, dentro de los actos religiosos de la Semana Santa de la ciudad.

## Imágenes y pasos
La Virgen es una obra del escultor cordobés Manuel Romero Ortega, realizada en 1950 en madera de cedro. Se trata de una imagen de candelero para vestir, de 170 centímetros de altura. Fue bendecida el 31 de marzo de 1950 en la iglesia de Santiago, donde se instauró su sede canónica. Fue restaurada en 1996 y en 2001, colocándosele nuevo candelero, y también le fueron sustituidas las lágrimas y pestañas. Los varales, jarras y respiraderos son obra de Manuel de los Ríos, y el palio y bambalinas de García y Poo, mientras que la gloria es un óleo firmado por Carlos Santisteban, inspirado en la que lleva la Macarena de Sevilla, que representa la Fe, la Esperanza y la Caridad.
Nuestro Padre Jesús de la Salud, de 1,80 metros de altura y tallado en madera de cedro real policromada, es obra del imaginero malagueño Raúl Trillo Díaz, quien la entregó a la hermandad en el año 2000. Representa a Cristo atado a la columna en el momento de la flagelación.